# Bipes
Bipes är ett släkte av ödlor. Bipes ingår i underordningen masködlor. Enligt The Reptile Database är släktet ensam i familjen Bipedidae.
Arten Bipes biporus förekommer på halvön Baja California och de andra arterna i västra Mexiko i delstaterna Guerrero och Michoacán. Exemplaren har en maskliknande långsträckt kropp, en kort svans och avrundade huvuden med små ögon. Exemplaren blir utan svans cirka 16 cm långa. Dessa ödlor har endast främre extremiteter som är kraftiga. Med hjälp av klor kan de snabb gräva i sanden. Antalet fingrar är tre till fem. Boets ingång ligger ofta intill en buske eller en annan växt. Honor lägger upp till fyra ägg per tillfälle. Vidskepliga människor i Mexiko tror att individerna kryper i människans anus.
Arter enligt Catalogue of Life:
- Bipes alvarezi
- Bipes biporus
- Bipes canaliculatus
- Bipes tridactylus

The Reptile Database listar Bipes alvarezi som synonym till Bipes canaliculatus.